# Puchar Narodów Afryki 2019 (kwalifikacje)/Grupa J
W grupie J eliminacji Pucharu Narodów Afryki 2019 grają:
- Tunezja
- Egipt
- Niger
- Eswatini

## Tabela
| Msc. | Zespół      | M | W | R | P | Br+ | Br- | +/- | Pkt |
| ---- | ----------- | - | - | - | - | --- | --- | --- | --- |
| 1    | Tunezja (A) | 6 | 5 | 0 | 1 | 12  | 4   | +8  | 15  |
| 2    | Egipt (A)   | 6 | 4 | 1 | 1 | 16  | 5   | +11 | 13  |
| 3    | Niger       | 6 | 1 | 2 | 3 | 4   | 11  | -7  | 5   |
| 4    | Eswatini    | 6 | 0 | 1 | 5 | 2   | 14  | -12 | 1   |

|          | Tunezja | Niger | Eswatini | Egipt |
| -------- | ------- | ----- | -------- | ----- |
| Tunezja  | X       | 1:0   | 4:0      | 1:0   |
| Niger    | 1:2     | X     | 0:0      | 1:1   |
| Eswatini | 0:2     | 1:2   | X        | 0:2   |
| Egipt    | 3:2     | 6:0   | 4:1      | X     |

## Wyniki

### Kolejka 1
| 10 czerwca 2017 17:00 CET | Niger | 0:0(0:0)Raport | Suazi | Stade Général Seyni Kountché, Niamey Sędzia: Thierry Nkurunziza |
|                           |       |                |       |                                                                 |

| 12 czerwca 2017 00:00 CET | Tunezja · Khenissi 48' | 1:0(0:0)Raport | Egipt | Stadion Olimpijski, Radis Widzów: 45 000 Sędzia: Bouchaïb El Ahrach |
|                           |                        |                |       |                                                                     |

### Kolejka 2
| 8 września 2018 20:00 CET | Egipt · M. Mohsen 13' · Ashraf 20' · Salah 29', 86' · S. Mohsen 73' · Elneny 90+3' | 6:0(3:0)Raport | Niger | Stadion Borg El Arab, Aleksandria Widzów: 20 000 Sędzia: Maguette N'diaye |
|                           |                                                                                    |                |       |                                                                           |

| 9 września 2018 15:00 CET | Eswatini | 0:2(0:2)Raport | Tunezja · Khenissi 17' · Sliti 37' | Mavuso Sports Centre, Manzini Sędzia: Bamlak Tessema Weyesa |
|                           |          |                |                                    |                                                             |

### Kolejka 3
| 12 października 2018 19:00 CET | Egipt · A. El-Mohamadi 7' · Warda 10' · Trézéguet 29' · Salah 44' | 4:1(4:0)Raport | Eswatini · Gamedze 85' | Stad as-Salam, Kair Widzów: 15 000 Sędzia: Louis Hakizimana |
|                                |                                                                   |                |                        |                                                             |

| 13 października 2018 20:15 CET | Tunezja · Meriah 17' | 1:0(1:0)Raport | Niger | Stadion Olimpijski, Radis Sędzia: Eric Otogo-Castane |
|                                |                      |                |       |                                                      |

### Kolejka 4
| 16 października 2018 15:00 CET | Eswatini | 0:2(0:1)Raport | Egipt · Hidżazi 19' · M. Mohsen 53' | Mavuso Sports Centre, Manzini Sędzia: Mahmood Ali Mahmood Ismail |
|                                |          |                |                                     |                                                                  |

| 16 października 2018 17:00 CET | Niger · Aliou 36' | 1:2(1:2)Raport | Tunezja · Chaouat 28', 32' | Stade Général Seyni Kountché, Niamey Sędzia: Noureddine El Jaafari |
|                                |                   |                |                            |                                                                    |

### Kolejka 5
| 16 listopada 2018 17:00 CET | Egipt · Trézéguet 32' · B. El-Mohamadi 60' · Salah 90' | 3:2(1:1)Raport | Tunezja · Sliti 13', 72' | Stadion Borg El Arab, Aleksandria Widzów: 25 000 Sędzia: Victor Gomes |
|                             |                                                        |                |                          |                                                                       |

| 18 listopada 2018 14:30 CET | Eswatini · Nkambule 19' | 1:2(1:0)Raport | Niger · Adebayor 55', 77' | Mavuso Sports Centre, Manzini Sędzia: Ahmad Imtehaz Heeralall |
|                             |                         |                |                           |                                                               |

### Kolejka 6
| 22 marca 2019 19:15 CET | Tunezja · Ben Youssef 21' · Badri 33' · Sliti 53' · Meriah 61' | 4:0(2:0)Raport | Eswatini | Stadion Olimpijski w Radisie, Radis Sędzia: Georges Gatogato |
|                         |                                                                |                |          |                                                              |

| 23 marca 2019 16:30 CET | Niger · Moutari 82' | 1:1(0:0)Raport | Egipt · 47' Trézéguet | Stade Général Seyni Kountché, Niamey Sędzia: Ring Nyier Akech Malong |
|                         |                     |                |                       |                                                                      |

## Strzelcy
4 gole
- Mohamed Salah
- Naïm Sliti

3 gole
- Trézéguet

2 gole
- Marwan Mohsen
- Victorien Adebayor
- Firas Chaouat
- Taha Yassine Khenissi
- Yassine Meriah

1 gol
- Ayman Ashraf
- Ahmed El-Mohamadi
- Baher El-Mohamadi
- Mohamed Elneny
- Ahmad Hidżazi
- Salah Mohsen
- Amr Warda
- Sibonginkosi Gamedze
- Sifiso Nkambule
- Youssouf Oumarou Aliou
- Anice Badri
- Syam Ben Youssef